# Посольство Білорусі в Україні
Посольство Республіки Білорусь в Україні — офіційне дипломатичне представництво Республіки Білорусь в Україні, відповідає за розвиток та підтримання відносин між Білоруссю та Україною.

## Історія дипломатичних відносин
25 березня 1918 року в Києві перебувала білоруська делегація на чолі з Олександром Цвікевичем, яка вела переговори про визнання незалежності Білорусі, але на той час український уряд Всеволода Голубовича не зміг узгодити питання державних кордонів з Білоруською Народною Республікою. Тільки 27 грудня 1991 року Україна та Республіка Білорусь визнали одна одну та встановили дипломатичні відносини.

## Історія будівлі посольства
Особняк, на базі якого сформовано новий комплекс будівель та споруд Посольства Республіки Білорусь в Києві, побудований за проектом відомого київського архітектора Василя Олександровича Осьмака і розташований в Шевченківському районі міста Києва по вулиці Михайла Коцюбинського, 3. Вулиця відома з першої половини XIX століття під назвою Тимофіївська. Сучасну назву носить з 1939 року на честь 75-річчя від дня народження українського письменника Михайла Коцюбинського, автора роману «Fata Morgana» та ін. Будівля особняка є пам'ятником архітектури.
Двоповерхова будівля з цокольним поверхом, яка раніш використовувалася як житловий будинок, де в кінці XIX першій половині XX століття проживав Дітеріхс Михайло Михайлович — хірург, доктор медицини, професор Київського університету св. Володимира. Будівля має г — подібну конфігурацію з проїздом у внутрішній двір в правій частині головного фасаду.
Фасади будівлі вирішені в стилі ампір з асиметричною композицією головного фасаду, на якому виділений ризаліт, увінчаний трикутним фронтоном з люнетом. Між ризалітом і основним об'ємом розташована тераса з колонами тосканського ордера. Уздовж всього головного фасаду проходить карниз нескладного профілю з мутулах. Простінки другого поверху прикрашені пілястрами і лопатками. Фільонки над вікнами прикрашені ліпним декором. Вікна прямокутні нескладного малюнка. Особняк добре вписується по поверховості, силуету і стилю в навколишню забудову вулиці.
У будівлі використовуються дерев'яні несучі елементи в покрівлі і перекриттях. Інтер'єри вирішені в тому ж стилі, що і сам будинок, з композиційними прийомами стилю модерн. Збереглися камін і кахельна піч. Перед будівлею, уздовж під'їзду до нього, розташований сквер витягнутої форми.
Основним функціональним вузлом став блок головного входу у дворі Посольства. До нього ведуть зручні підходи та під'їзди. Тут створена представницька вхідна група, а вестибюль є розподільчим вузлом між Консульським блоком і Посольський блоком.
Центральною ланкою першого поверху Посольського блоку є великий хол, який безпосередньо пов'язаний з головним вестибюлем Вхідного блоку. У ньому розташована відкрита сходи для зв'язку з іншими рівнями блоку. Посольські кабінети розташовані вздовж дворового і головного фасадів блоку і мають безпосередній зв'язок з холом.
По червоній лінії забудови вулиці Михайла Коцюбинського з метою зручного прийому відвідувачів розташовується Консульський блок. Між Посольський і Консульським блоками розташований блок Головного входу, де розміщені головний вестибюль і виставковий зал, розташований на другому поверсі. У виставковому залі передбачається розміщення постійно діючої експозиції продукції білоруських товаровиробників.

## Посли Республіки Білорусь в Україні
1. Смолич Аркадій Антонович (біл. Смоліч Аркадзь Антонавіч) (1918)
2. Цвікевич Олександр Іванович (біл. Цвікевіч Аляксандр Іванавіч) (1919)
3. Курашик Віталій Володимирович (біл. Курашык Віталь Уладзіміравіч) (1993—2001)
4. Величко Валентин Володимирович (біл. Вялічка Валянцін Уладзіміравіч) (2001—2016)
5. Сокол Ігор Сергійович (біл. Сокал Ігар Сяргеевіч) (2016-2023)

## Консульства Республіки Білорусь в Україні
Генеральне консульство Республіки Білорусь в Одесі
- Україна, 65014, м. Одеса, Лермонтовський пров., 9
- Генеральні консули (9.3.2011-23.2.2018)[2]:

1. Філіпчик Валентин Анатолійович (2011—2016)[3]
2. Чехлов Володимир Володимирович (2016—2018)[4]

Почесний консул Республіки Білорусь в місті Львові
- Україна, 79015, м. Львів, вул. Героїв УПА, 78
- Почесний консул Дротяк Ігор Іванович (2005—2022)

Почесний консул Республіки Білорусь в місті Харкові
- Україна, 61145, м. Харків, вул. Сухумська, 24
- Почесний консул Бугас Дмитро Миколайович

## Події
- 21.11.2017 Україна у відповідь на оголошення персоною нон ґрата першого секретаря Посольства України Скворцова Ігоря Васильовича, оголосила персоною нон ґрата білоруського дипломата[5].